# Karl Lauterbach (polityk)
Karl Lauterbach (ur. 21 lutego 1963 w Düren) – niemiecki polityk, naukowiec, epidemiolog i nauczyciel akademicki, poseł do Bundestagu, w latach 2021–2025 minister zdrowia.

## Życiorys
Absolwent medycyny, którą w latach 1982–1989 studiował w RWTH Aachen, na Uniwersytecie Teksańskim w San Antonio i na Uniwersytecie Heinricha Heinego w Düsseldorfie. W latach 1989–1995 kształcił się w Harvard School of Public Health w ramach Uniwersytetu Harvarda, gdzie uzyskiwał magisterium z zakresu zdrowia publicznego (ze szczególnym uwzględnieniem m.in. epidemiologii), magisterium z polityki zdrowotnej i zarządzania oraz doktorat w tej dziedzinie. Był stypendystą Fundacji Konrada Adenauera. W 1998 został dyrektorem IGKE, instytutu ekonomiki zdrowia i epidemiologii klinicznej na Uniwersytecie Kolońskim, którym zarządzał do 2005. Od 1996 wykładowca gościnny Harvard School of Public Health w Bostonie, od 2008 adjunct professor na tej uczelni.
Był członkiem Unii Chrześcijańsko-Demokratycznej. W 2001 wstąpił do Socjaldemokratycznej Partii Niemiec. W latach 1998–2005 wchodził w skład SVR, rządowej rady doradczej do spraw oceny systemu ochrony zdrowia. W 2005 po raz pierwszy uzyskał mandat deputowanego do Bundestagu. Z powodzeniem ubiegał się o reelekcję w wyborach w 2009, 2013, 2017, 2021 i 2025. Pełnił funkcję wiceprzewodniczącego frakcji poselskiej socjaldemokratów. W 2019 bezskutecznie ubiegał się o stanowisko współprzewodniczącego partii.
Zyskał dodatkową rozpoznawalność podczas pandemii COVID-19, udzielając się jako ekspert i komentator, a także będąc aktywnym użytkownikiem mediów społecznościowych. Deklarował się jako zdecydowany zwolennik wprowadzania ograniczeń celem zwalczania pandemii i przeciwnik ich szybkiego znoszenia.
W grudniu 2021 w nowo utworzonym rządzie Olafa Scholza objął stanowisko ministra zdrowia. Urząd ten sprawował do maja 2025.

## Życie prywatne
Był żonaty z lekarką Angelą Spelsberg, z którą ma czworo dzieci; małżeństwo zakończyło się rozwodem. Ma także piąte dziecko z innego związku.